# Tổ chức phi lợi nhuận
Tổ chức phi lợi nhuận hay tổ chức bất vụ lợi (tiếng Anh: nonprofit organization – viết tắt: NPO) là tổ chức không phân phối các quỹ thặng dư của nó cho các cá thể hay cổ đông mà sử dụng các quỹ này để tài trợ cho các mục tiêu hướng tới của tổ chức nhằm mục đích hướng tới cho toàn xã hội.
Các ví dụ của loại tổ chức này có thể là các quỹ từ thiện, hiệp hội thương mại, tổ chức nghệ thuật cộng đồng. Đa số các chính phủ hoặc cơ quan thuộc chính phủ phù hợp với định nghĩa này nhưng ở phần lớn các quốc gia chúng được xếp vào loại tổ chức khác và không được coi là các tổ chức phi lợi nhuận
Tổ chức phi lợi nhuận có thể là một tổ chức phi chính phủ nhưng tổ chức phi chính phủ có ý nghĩa rộng lớn hơn, có thể là tổ chức toàn cầu nhưng hoạt động độc lập và không có liên quan đến chính phủ của bất cứ quốc gia nào.
Tại nhiều quốc gia, muốn được công nhận là Tổ chức phi lợi nhuận cần theo một quy trình rõ ràng theo luật pháp nước sở tại và theo thông lệ quốc tế, để xin được công nhận.

## Đặc thù của tổ chức phi lợi nhuận
Trong khi các tổ chức vụ lợi nhuận tồn tại để tìm kiếm và phân phối lợi nhuận kinh doanh sau khi đã đóng thuế cho các cổ đông thì các tổ chức phi lợi nhuận tồn tại chỉ nhằm cung cấp các chương trình và dịch vụ cho lợi ích cộng đồng. Thông thường các chương trình và dịch vụ này không được cung cấp bởi các thực thể tại địa phương hoặc quốc gia. Chúng có thể tạo ra lợi nhuận, gọi chính xác hơn là thặng dư, nhưng các thặng dư như vậy phải được tổ chức đó giữ lại để tích lũy cho các chương trình và dịch vụ trong tương lai. Các thu nhập không thể đem ra làm lợi cho các cá nhân hoặc các nhà đầu tư. Các tổ chức phi lợi nhuận có thể dùng các khoản quỹ nhỏ để thuê các cá nhân quản lý và lãnh đạo. Trong quá khứ nhiều tổ chức phi lợi nhuận không chấp nhận điều này và xem đó là kinh doanh và chạy theo đồng tiền, nhưng kể từ cuối những năm 1980 đã phát triển một sự nhất trí rằng các tổ chức phi lợi nhuận có thể đạt được các sứ mệnh của chúng hiệu quả hơn bằng cách sử dụng một số phương thức tương tự được phát triển tại các xí nghiệp vụ lợi nhuận. Các phương thức đó bao gồm việc quản lý nội bộ hiệu quả, bảo đảm tính có thể định khoản đối với các kết quả, giám sát hiệu quả các bộ phận hay dự án để đạt được việc sử dụng tốt nhất ngân quỹ và nhân lực. Điều này đòi hỏi việc quản lý và do đó việc quản lý tốt là cần thiết để sứ mệnh của tổ chức phi lợi nhuận có thể đạt được.

## Mục đích của các hoạt động phi lợi nhuận
Khác với những tổ chức khác, các tổ chức phi lợi nhuận hướng mục tiêu hoạt động của mình đến các hoạt động mang tính cộng đồng, xã hội. Bằng cách này hay cách khác, họ chấp nhận những khoản chi phí lớn để đổi lại những giá trị khác mà họ cần.
Một số tổ chức lại mong muốn tạo ra một môi trường lành mạnh, bổ ích cho các cá nhân, hay thành cây cầu nối giữa các tầng lớp trong xã hội.
Hầu hết xã hội mới chỉ biết đến các tổ chức phi lợi nhuận trong khi còn có đến sự tồn tại của những dự án phi lợi nhuận, là một bộ phận của các tổ chức, các doanh nghiệp hoạt động vì lợi nhuận.
Dự án phi lợi nhuận thuộc một công ty, một tổ chức, một doanh nghiệp thường là một dự án độc lập, có một bộ phận chuyên trách về dự án, hoạt động vì nhiều mục đích như truyền thông, hoạt động cộng đồng...
Một số lĩnh vực thu hút nhiều các dự án phi lợi nhuận: 
- Các vấn đề về phúc lợi xã hội, an sinh xã hội
- Môi trường
- Đói nghèo
- Các dự án phát triển cộng đồng

## Lợi nhuận cho các tổ chức phi lợi nhuận
Tất cả các tổ chức phi lợi nhuận, kể cả các tổ chức từ thiện, đều hoạt động giống như bất kỳ một tổ chức doanh nghiệp nào theo những cách thức cơ bản, ví dụ như quy trình tuyển dụng và giữ chân nhân viên. Yêu cầu cơ bản của tổ chức sẽ ảnh hưởng mạnh mẽ tới những quyết định như việc thực hiện chương trình khuyến khích nhân viên. Có hai phương pháp chủ yếu mà các tổ chức phi lợi nhuận thường áp dụng:
1. Đảm bảo mức lương thưởng mang tính cạnh tranh cao. Điều này không có nghĩa các tổ chức/dự án phi lợi nhuận nhất quyết phải có mức lương thật hấp dẫn và nổi bật nhưng cũng phải tương đồng với mức tổng lương trên thị trường lao động.
2. Nhiệm vụ, văn hóa chiến lược kinh doanh và chiến lược nhân sự của tổ chức. Đây được coi là một công cụ lý tưởng hỗ trợ cho các chương trình khuyến khích nhân viên bằng việc đặt ra các mục tiêu cụ thể cho các vị trí dựa theo bốn khía cạnh: tài chính, khách hàng, quá trình nội bộ, đào tạo và phát triển.

## Tổ chức phi lợi nhuận tại Việt Nam
Hiện có khoảng 800 tổ chức phi lợi nhuận đang hoạt động tại Việt Nam, trên tổng số 7000–10.000 NPO của khu vực châu Á – Thái Bình Dương.

## Vài tổ chức phi lợi nhuận có quy mô toàn cầu
- Wikipedia
- Tổ chức Bảo tồn Quốc tế
- Hòa bình xanh
- Viện Goethe
- Thanh thương Hội Quốc tế
- Viện Quản lý Dự án
- Quỹ Mozilla
- WWF Quỹ quốc tế bảo vệ thiên nhiên: một quỹ được thành lập với mục đích bảo vệ các loài vật quý hiếm
- AIESEC Tổ chức sinh viên phi lợi nhuận lớn nhất thế giới
- CEP: Quỹ hỗ trợ vốn cho người nghèo tự tạo việc làm
- Canstruction[4]